# Eurysthea tatianakozlovae
Eurysthea tatianakozlovae is een keversoort uit de familie van de boktorren (Cerambycidae). De wetenschappelijke naam van de soort werd voor het eerst geldig gepubliceerd in 2017 door Botero en Santos-Silva.